# Mariano Bogliacino
Mariano Bogliacino (Colonia del Sacramento, 2 juni 1980) is een voetballer uit Uruguay.
Bogliacino begon zijn carrière in zijn geboorteland bij CA Plaza Colonia, waar hij na 3 seizoenen de overstap maakte naar Peñarol. In de zomer van 2003 vertrok hij naar Spanje, alwaar hij één seizoen voor UD Las Palmas speelde.
Een jaar later, 2004 verhuisde hij naar Italië. Daar speelde hij één seizoen bij S.S. Sambenedettese Calcio waarna hij de overstap naar SSC Napoli maakte. Op 12 juli 2010 maakte Serie A-club Chievo Verona bekend dat Bogliacino voor een jaar werd gehuurd van SSC Napoli. In 2011 trok Bogliacino naar AS Bari met wie hij in de Serie B uitkomt.